# Eine größere Welt
Eine größere Welt (Originaltitel: Un monde plus grand) ist ein französisch-belgisches Filmdrama von Fabienne Berthaud aus dem Jahr 2019 mit Cécile de France in der Hauptrolle. Der Film, der bei den Internationalen Filmfestspielen von Venedig seine Premiere feierte, basiert auf dem autobiografischen Buch Mein Leben mit den Schamanen (Mon initiation chez les chamanes, 2004) von Corine Sombrun.

## Handlung
Die Toningenieurin Corine kommt nicht über den Tod ihres Mannes Paul hinweg. Weil sie sich vor lauter Trauer nicht mehr auf ihre Arbeit im Tonstudio konzentrieren kann, macht ihr ihr Freund und Kollege Marc den Vorschlag, für eine neue Dokumentarreihe über Spiritualität nach Afrika, in die Mongolei oder nach Tibet zu reisen, um dort Tonaufnahmen von traditioneller Musik und religiösen Zeremonien zu machen. Corine, die so weit wie möglich von zu Hause weg möchte, entscheidet sich für die Mongolei, wo sie zusammen mit der Dolmetscherin Naraa zunächst mit dem Bus und später auf einem Pferd in eine abgelegene Gegend im Norden des Landes reist. Die dort in Spitzjurten und von der Rentierhaltung lebende Volksgruppe der Tsaatan nimmt sie gastfreundlich bei sich auf. Naraa, die für Corine aus dem Mongolischen übersetzt, klärt sie dabei über die Sitten und Bräuche ihrer Gastgeber auf.
Als Corine Aufnahmen von einer Zeremonie der Schamanin Oyun macht, beginnt sie durch das konstante Schlagen der Schamanentrommel, unkontrollierbar zu zittern und sich immer heftiger zu schütteln. Sie gerät in einen Trance-Zustand und fängt an, wie ein Wolf zu heulen und Oyun zu attackieren. Tags darauf erklärt ihr Oyun, dass der Geist des Wolfes über sie gekommen sei und sie die schamanische Gabe besitze, die trainiert werden müsse. Corine, die davon nichts wissen will, läuft ziellos in einen Wald, wo sie an einem heiligen Ort Stimmen hört und auf den Geist des Berges trifft, den nur, wie ihr später Oyun erklärt, Schamanen sehen könnten. Auch habe Corine während der Trance, die ohne entsprechende Ausbildung sehr gefährlich sei, ein guter Geist – möglicherweise ihr Mann Paul – beigestanden und ihr geholfen, aus der Welt der Geister zurückzukehren.
Zurück in der Heimat lassen Corine die Erlebnisse in der Mongolei nicht mehr los. Jedes Mal, wenn sie sich die Tonaufnahmen der Schamanentrommel anhört, fängt sie an zu zittern. Ihre Schwester Louise, die auf die Aufnahmen von ihrem Wolfsgeheul befremdet reagiert, empfiehlt ihr, einen Arzt aufzusuchen. Als Corine eines Nachts aufwacht und hört, wie das Cello ihres verstorbenen Mannes gespielt wird, obwohl außer ihr niemand anwesend ist, beschließt sie, zu einem Neurologen zu gehen und sich mehreren Tests unterziehen zu lassen. Die Auswertungen der Computertomographie und der Elektroenzephalografie ergeben jedoch, dass alles bei ihr normal sei. In Anwesenheit von Louise und ihrem gemeinsamen Freund Sam versucht Corine in ihrem Wohnzimmer, mittels eines Rituals Kontakt zu ihrem Mann Paul aufzunehmen. Über die Aufnahmen der Trommelschläge versetzt sie sich in Trance. Als sie wieder zu sich kommt, befindet sie sich in einem Krankenhaus. Louise hat sie dorthin bringen lassen, weil sie in Panik über den Zustand ihrer Schwester geriet. Eine Psychiaterin meint, Corine leide an einer Psychose, und verschreibt ihr Medikamente, die Corine jedoch unbenutzt entsorgt.
Um mit Paul Kontakt aufzunehmen, beschließt Corine, in die Mongolei zurückzukehren. Bei einem gemeinsamen Abendessen mit Sam, Marc und Louise, die von Marc schwanger ist, zeigt sich ihre Schwester ablehnend gegenüber ihrem Vorhaben. Corine, die fleißig Mongolisch lernt und von der Wahrnehmungsveränderung während der Trance begeistert ist – die Welt werde dabei größer –, reagiert verletzt, als Louise verärgert meint, dass sie verrückt werde, ohne es zu merken. Genauso könne mit den anderen etwas nicht stimmen, findet Corine, worauf sie Marc – einer plötzlichen Eingebung folgend – empfiehlt, an ihrer statt einen Arzt aufzusuchen. Tatsächlich wird bei Marc kurz darauf ein Fleck auf der Lunge festgestellt.
Entschlossen, sich zur Schamanin ausbilden zu lassen, kehrt Corine in die Mongolei zurück, wo sie von den Tsaatan herzlich empfangen wird. Sie erhält ein traditionelles Gewand und übernimmt alltägliche Aufgaben wie das Holzhacken, Rentiermelken und Wasserholen. Als sie sich an einem Bach wäscht, bleiben ihre Kleidung und ein kleiner Beutel mit der Asche ihres Mannes Paul am Geweih eines Rentiers hängen. Sie rennt dem Tier hinterher, erhält von einem vorbeireitenden Mann jedoch lediglich ihre Kleidung zurück. Oyun versichert der tieftraurigen Corine, dass sie auch ohne Pauls Asche Kontakt zu ihm aufnehmen könne, sobald sie dafür bereit sei. Corine taucht daraufhin weiter in die Welt und Riten des Nomadenvolkes ein. Beim Spielen der Maultrommel auf einer Wiese begegnet ihr ein Wolf. Kurz darauf wird eine eigens für sie angefertigte Schamanentrommel vorbeigebracht. Naraa gegenüber, die auch weiterhin für sie übersetzt, erzählt Corine von Paul. Er sei Pianist und Cellist gewesen. Sie hätten zehn glückliche Jahre miteinander verbracht. Als sie bereit gewesen seien, eine Familie zu gründen, sei Paul schwer krank geworden. Bevor er gestorben sei, hätten sie sich geschworen, sich wiederzusehen.
Mit ihrer Schamanentrommel und in einer für sie genähten Schamanentracht führt Corine schließlich selbst eine Zeremonie durch. Durch ihr Trommelschlagen versetzt sie sich in Trance. Sie durchschreitet dabei im Geist eine Tür, die sie bereits bei ihren früheren Trance-Zuständen wahrgenommen hat und hinter der sie Paul vermutet. Als sie wieder zu sich kommt, ist sie tief enttäuscht, weil sie Paul nicht gefunden hat. An einem Bach fühlt sich die weinende Corine plötzlich vom Wasser angezogen und lässt sich hineinfallen. Unter Wasser trifft sie auf Paul. Sie küssen und umarmen sich innig. Als Paul davonschwimmt, wird Corine aus dem Wasser gezogen. Tags darauf geht Corine in den Wald und zündet unter einem Baum eine Reihe Streichhölzer an, die ihr Oyun gegeben hat, und macht ihren Frieden mit sich und der Welt. Vor ihrer Heimreise feiert sie ausgelassen mit ihren mongolischen Freunden. Louise hat inzwischen eine Tochter zur Welt gebracht und Marcs Krebs konnte rechtzeitig behandelt werden. Corine, die ihrer Schwester einen aus Rentiergeweih geschnitzten Wolf schenkt, arbeitet daraufhin mit Forschern und Neurologen zusammen, um die schamanistische Trance wissenschaftlich zu erschließen.

## Hintergrund

### Thematik

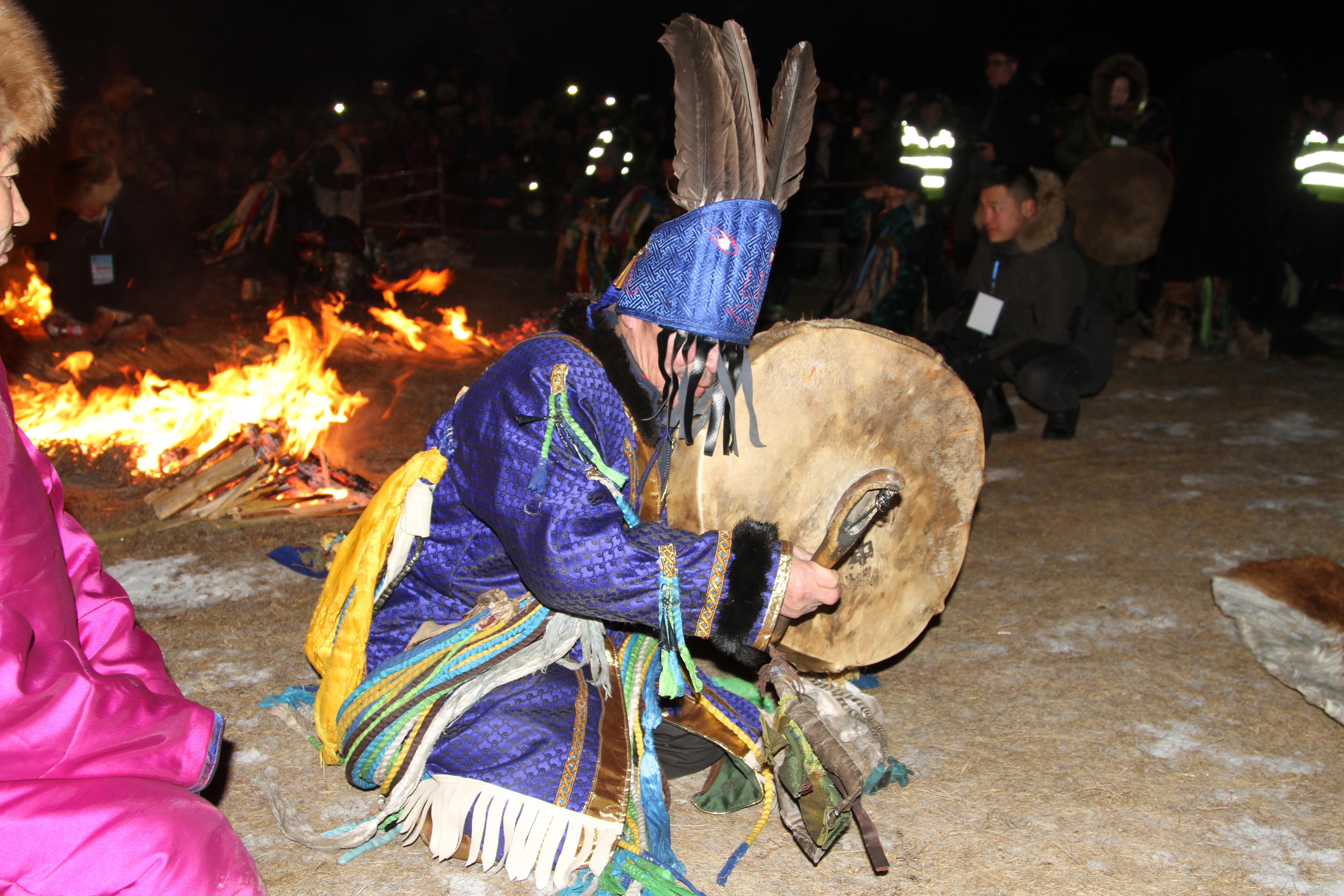
Ein mongolischer Schamane bei einem Ritual wie im Film

Der Film erzählt die wahre Geschichte von Corine Sombrun (* 1961), die am Ende des Films auf Fotos von ihrem Aufenthalt in der Mongolei zu sehen ist und die seit ihrer Ausbildung zur Schamanin Neurologen und Gehirnforschern dabei hilft, die neurologischen Vorgänge im Gehirn während eines Trance-Zustandes zu erforschen und die gewonnenen Erkenntnisse für therapeutische Behandlungen zu nutzen. Laut der Regisseurin und Drehbuchautorin Fabienne Berthaud, die bei ihrer Arbeit wie schon bei früheren Projekten auf eine Mischung aus Fiktion und dokumentarischen Realismus setzte, gehe es im Film neben dem Hinterfragen von Ängsten und dem Gegenüberstellen von Rationalität und Irrationalität, von Wissenschaft und Schamanismus, vor allem um eine große Liebesgeschichte.

### Dreharbeiten
Die Dreharbeiten fanden vom 4. Juni bis 26. September 2018 in Belgien, dort unter anderem im Kulturzentrum Cité Miroir und am Flughafen Lüttich, und in der Mongolei statt, wo das Drehteam in der Provinz Chöwsgöl-Aimag und im Nationalpark Chorgo Terchiin Tsagaan Nuur in Jurtenlagern untergebracht wurde. Sombrun, die auch beim Schreiben des Drehbuchs involviert war, kam vor Ort als technische Beraterin der Trance-Szenen zum Einsatz. Im Film ist sie zudem als Geist im Wald und während einer Zeremonie als die eigentlich von der mongolischen Schauspielerin Tserendarizav Dashnyam verkörperten Schamanin Oyun zu sehen. Die Dolmetscherin Narantsetseg Dash wiederum spielte sich im Film selbst, wie auch der belgische Neurologe Steven Laureys. Für das Szenenbild war Eve Martin zuständig. Die Kostüme entwarf Mimi Lempicka. Das Budget des Films lag bei 3,25 Millionen Euro.

## Rezeption

### Veröffentlichung
Eine größere Welt wurde am 30. August 2019 innerhalb der Filmreihe „Giornate degli Autori – Venice Days“ bei den 76. Internationalen Filmfestspielen von Venedig uraufgeführt. Am 30. Oktober 2019 lief der Film in Frankreich an, wo er rund 298.000 Kinobesucher verbuchen konnte. In Deutschland sollte er ursprünglich am 16. April 2020 in die Kinos kommen. Bedingt durch die COVID-19-Pandemie verschob sich der Kinostart auf den 9. Juli 2020. In Österreich war er ab dem 7. August 2020 in den Kinos zu sehen. Im Oktober 2020 erschien er auf DVD. Die deutsche Free-TV-Premiere erfolgte am 11. Oktober 2021 auf One.

### Kritiken

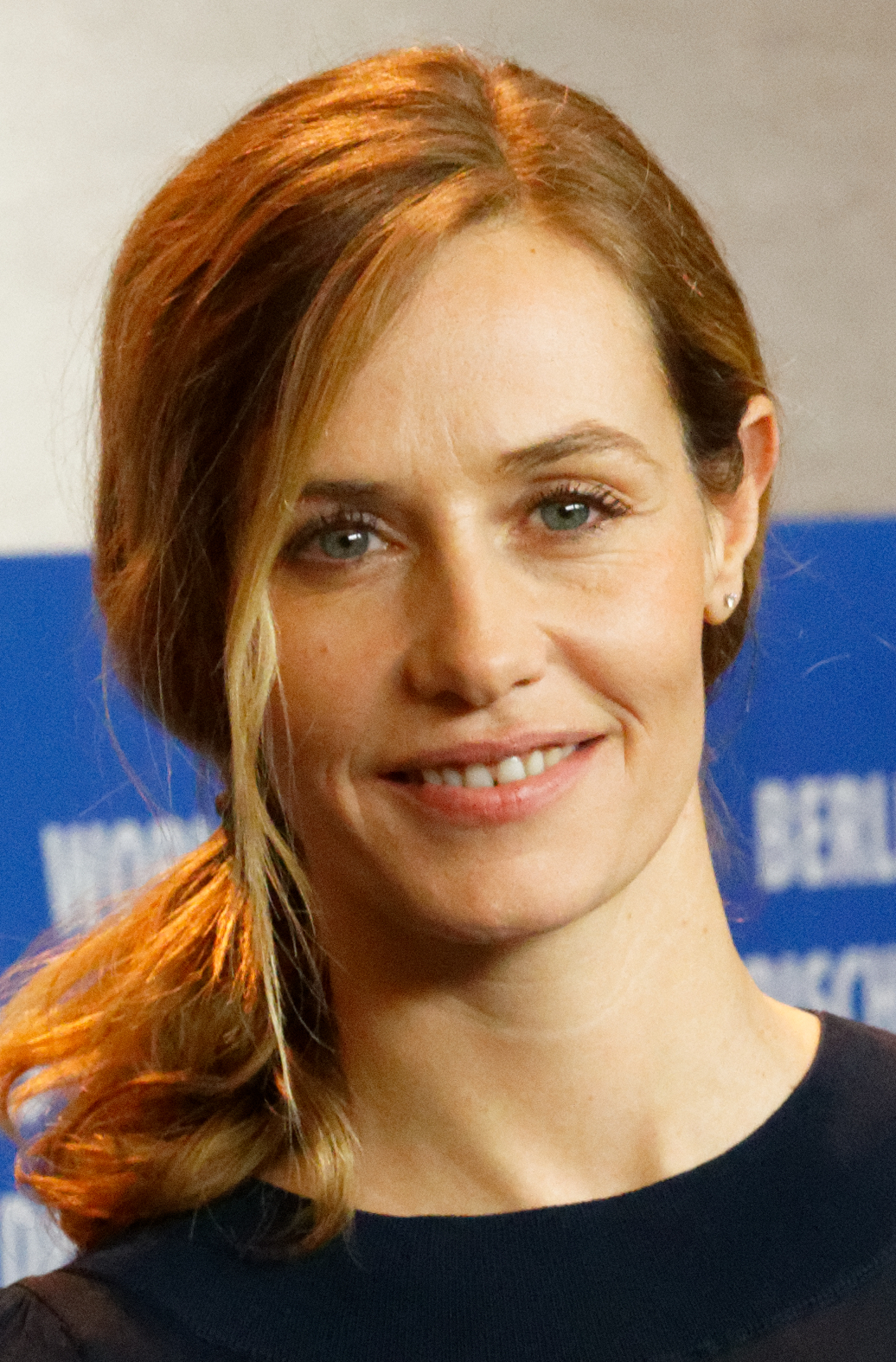
Cécile de France (2017)

Le Parisien zufolge werde der Film von der „Präsenz und Empathie“ getragen, die ihm eine „dem Thema gegenüber sensible“ Cécile de France entgegenbringe. Neben ihr spiele die Natur eine weitere „essentielle Rolle des Films“, der zudem eine „wunderschöne Liebesgeschichte“ erzähle und „eine hervorragende Kameraarbeit“ vorweisen könne. Le Figaro fand de France in ihrer Rolle „glaubwürdig“, das Ende des Films sei jedoch „vorhersehbar“. Le Monde meinte, dass lediglich „der körperliche Einsatz von Cécile de France und die Schönheit der Landschaften“ die Skeptiker überzeugen könnten.
Mit ihren beiden Filmen Barfuß auf Nacktschnecken und Sky – Der Himmel in mir habe die Regisseurin Fabienne Berthaud bereits „ein besonderes Gespür für Themen wie Sinnsuche und Spiritualität“ gezeigt, konstatierte Cinema. Eine größere Welt sei daher auch mehr den Zuschauern zu empfehlen, die Schamanismus nicht einfach als „naiven Wunderglauben“ abtun würden. Berthaud biedere sich mit ihrem Film dem Zuschauer nicht an. Sie habe auf „die gefühligen Momente amerikanischer Erweckungsfilme“ verzichtet und stattdessen „auf die Authentizität einer erstaunlich spröden Hauptfigur [vertraut]“. Entstanden sei dabei „[e]in magischer Film über die heilenden Kräfte des Menschen“.
Der Filmdienst attestierte Berthauds Drama eine „feine Balance zwischen Trauma und der Beschreibung eines spirituellen Lebens“, die vor allem „von zwei nuancierten Darstellerinnen sowie einer beeindruckenden Kamera [lebt]“. Auch epd Film lobte die „ansprechend fotografierten“ Landschaften. Dass die Regisseurin offenbar mangels Alternativen Corines Liebe zu ihrem verstorbenen Mann in den Vordergrund gerückt habe, „verleiht der Geschichte eine romantische Orpheus-Atmosphäre“, lege ihr jedoch gleichzeitig „ein inhaltliches Korsett“ an. Corine Sombruns Forschungsarbeit in Sachen Trance werde am Ende „durch das übermächtige Liebesdrama auf eine pflichtschuldige Fußnote reduziert“. Dabei schaue man „der wunderbaren Cécile de France auch beim ungeschickten Ziegenmelken gern zu“, doch sei zu erahnen, „dass Sombruns wahre Geschichte spannender ist“.
Die Berliner Morgenpost sah in dem Sujet des Films „ein sehr weibliches Thema“. Selbstfindung an abgelegenen Orten wie in Jenseits von Afrika, Rangoon und Die weiße Massai sei besonders im Kino immer wieder bei Frauen beliebt. In Eine größere Welt werde mit dem Schamanismus zudem „ein ausgesprochenes Modethema“ behandelt, das Männer eher abschrecke, da bei den rituellen Zeremonien, so die Skeptiker, auch Alkohol und Drogen ins Spiel kämen. Dass wiederum Touristen mit inszenierten Ritualen Geld aus der Tasche gezogen werde, greife der Film „augenzwinkernd“ auf. Durch die im Film von mehreren Figuren gezeigte Skepsis gegenüber dem Schamanismus werde auch „[n]iemandem […] eine Belehrung aufgezwungen“. Vielmehr gelinge es dem Film, „im besten Sinne Interesse an dem Thema“ zu wecken. Auch Cécile de France habe es geschafft, „ihre Figur interessant zu machen, auch wenn man immer ein bisschen auf Distanz zu ihr bleibt“. Neben „dem fein zurückgenommenen Spiel“ von de France gewinne Eine größere Welt auch durch die „betörenden Landschaften der Mongolei, die man unbedingt auf der großen Leinwand sehen muss“.
Jordan Mintzer vom Hollywood Reporter fand die Geschichte, die sicherlich nicht jedermanns Geschmack sei, teilweise „schwer zu glauben“, zumal man erst am Ende erfahre, dass der Film auf wahren Begebenheiten beruhe und Corines Ausbildung zur Schamanin auch einen wissenschaftlichen Nutzen habe. Hauptdarstellerin Cécile de France jedoch „gibt alles in einer Rolle, in der sie sich buchstäblich durch den Dreck schleppt und wie ein Wolf heult“.

### Auszeichnungen
Für ihre Darbietung in Eine größere Welt war Cécile de France 2020 in der Kategorie Beste Hauptdarstellerin für den belgischen Filmpreis Magritte nominiert.

## Deutsche Fassung
Die deutsche Synchronfassung entstand bei der Münchner Mo Synchron. Für das Dialogbuch und die Dialogregie war Henning Stegelmann zuständig.
| Rolle        | Darsteller        | Synchronsprecher   |
| ------------ | ----------------- | ------------------ |
| Corine       | Cécile de France  | Gundi Eberhard     |
| Naraa        | Narantsetseg Dash | Heide Domanowski   |
| Louise       | Ludivine Sagnier  | Anne Helm          |
| Marc         | Arieh Worthalter  | Gerrit Hamann      |
| Psychiaterin | Catherine Salée   | Katrin Zimmermann  |
| Sam          | Thomas Coumans    | Johannes Raspe     |
| Neurologe    | Steven Laureys    | Dennis Schmidt-Foß |